# Bo-Bo

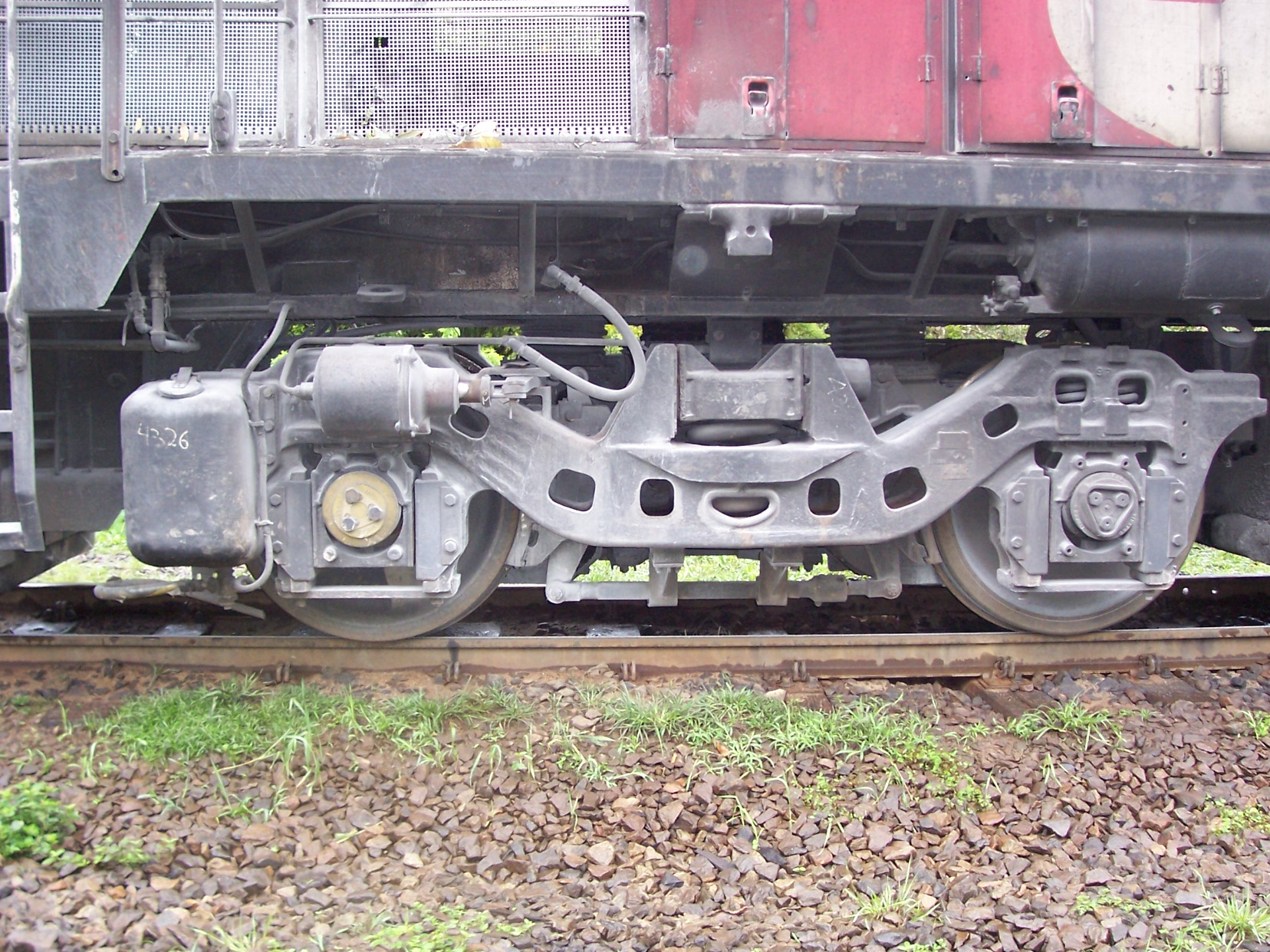
Truque Flexicoil-B fabricado pela EMD.

A configuração Bo-Bo (uso britânico), ou Bo'Bo', na Classificação UIC significa que a locomotiva tem dois truques totalmente independentes com quatro rodas e com os eixos tracionados por motores. É semelhante a configuração B-B, onde a locomotiva tem dois truques, mas estes não são articulados como a do tipo Bo-Bo. As locomotivas com truques Bo-Bo são bastante usadas em trens de passageiros expressos ou locomotivas de tamanho pequeno e médio. Também são usadas em locomotivas que trafegam em linhas com curvas mais fechadas no Brasil, como por exemplo as locomotivas EMD G12, GE U12 e EMD G22U.
Classificações similares:
- Classificação AAR: B-B
- Classificação Suíça: 4/4